# Satyrus darwasica
Satyrus darwasica är en fjärilsart som beskrevs av Andrej Nikolajewitsch Avinoff och Sweadner 1951. Satyrus darwasica ingår i släktet Satyrus och familjen praktfjärilar. Inga underarter finns listade.